# Sergei Alexandrowitsch Schtscherbatow
Sergei Alexandrowitsch Fürst Schtscherbatow (auch Scherbatow, russisch Сергей Александрович Щербатов; * 19. Juli 1874 in Moskau; † 23. Mai 1962 in Rom) war ein russischer Aristokrat, Maler, Mäzen und Kunstsammler.

## Leben
Schtscherbatow, Spross des russischen Fürstengeschlechts Schtscherbatow, Sohn des Offiziers, Adelsmarschalls und vormaligen Moskauer Bürgermeisters Alexander Andrejewitsch Schtscherbatow (1829–1902) und dessen Ehefrau Marija Pawlowna (1836–1892), einer Tochter des russischen Historikers Pawel Muchanow (1797–1871), war der erste und einzige Sohn, den das Paar nach vier Töchtern bekam. Er wuchs auf dem Familiengut Schtscherbatow in der Nähe des Flusses Nara auf. Früh zeigte sich die Neigung des Prinzen zur Kunst.
An der Universität Moskau belegte er nach der Sekundarschule historische und philologische Studienfächer. Außerdem erhielt er privaten Unterricht in der Malerei bei Leonid Ossipowitsch Pasternak. 1889 reiste er nach Düsseldorf, wo er sich zu einem Studium der Malerei an der Kunstakademie Düsseldorf einschrieb. Dort besuchte er eine Vorbereitungsklasse und die von Adolf Schill geleitete Klasse für Ornamentik und Dekoration. 1890 war Hugo Crola sein Lehrer. In den 1890er Jahren lebte er in München, damals als „deutsches Athen“ ein Schmelztiegel neuer künstlerischer und kultureller Bewegungen. An dessen Bohème nahmen auch die Mitglieder einer russischen Künstlerkolonie teil. In München wurde Schtscherbatow Schüler des slowenischen Malers Anton Ažbe, der dort ein eigenes Atelier und 1891 eine private Malschule eröffnet hatte. In dieser Malschule pflegte Schtscherbatow besonders freundschaftliche Bande mit dem Maler Igor Emmanuilowitsch Grabar. Zusammen mit Grabar und Mstislaw Walerianowitsch Dobuschinski besuchte er die Weltausstellung Paris 1900.

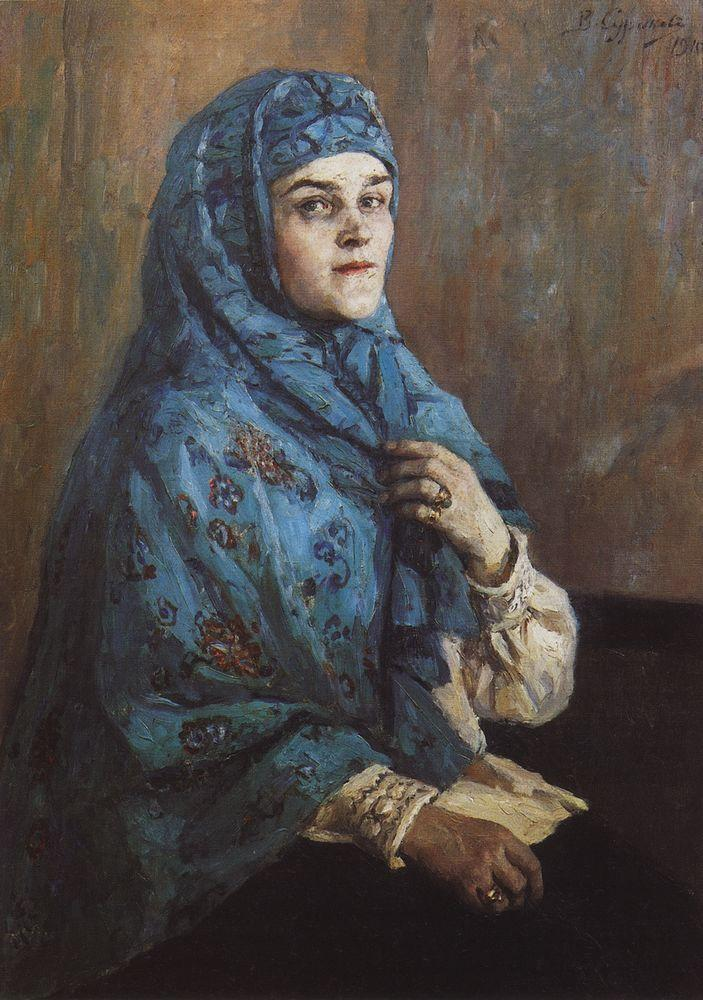
Pawlowna „Polina“ Iwanowna Schtscherbatow, Gemälde von Wassili Iwanowitsch Surikow, 1910

1902 ließ sich Schtscherbatow für einige Zeit in Sankt Petersburg nieder, wo er mit Wladimir Wladimirowitsch von Meck (1877–1932) bis 1903 einen Kunstsalon für Schmuck, Gemälde und Möbel betrieb, in welchem Schtscherbatow einen eigenen Raum gestaltete. Insbesondere wurden dort Gemälde von Konstantin Andrejewitsch Somow und Nicholas Roerich sowie Drucke japanischer Meister und Glaskunst von René Lalique ausgestellt. 1904 heiratete er Pawlowna „Polina“ Iwanowna Rozanowna (1880–1966), die Tochter eines Bauern auf dem Familiengut Schtscherbatow und Mutter der adoptierten Tochter Valentina (1898–1985). Nach dem Tod seines Vaters, der als Großaktionär der Moskauer Handelsbank ein riesiges Vermögen vererbte, kehrte Schtscherbatow nach Moskau zurück und engagierte sich in den Jahren 1911 bis 1915 als Mitglied eines Leitungsgremiums der Tretjakow-Galerie. In den Jahren 1911 bis 1913 ließ er sich am Nowinski-Boulevard von dem armenischen Architekten Alexander Tamanjan ein palastartiges neoklassizistisches Mehrfamilienhaus errichten, das dazu geplant war, in den einzelnen Privatwohnungen größere Kunstsammlungen aufzunehmen. In seiner eigenen Privatwohnung, die sich rasch als ein eleganter Treffpunkt der Moskowiter Künstler und Oberschicht etablierte, befand sich die Kunstsammlung der Familie Schtscherbatow. Die Sammlung hatte Schtscherbatow dank ererbter finanzieller Mittel um Ikonen, säkulare Gemälde, Skulpturen und sonstige erlesene Kunstobjekte beachtlich erweitert. Teile der Familiensammlung stiftete er noch zu Zeiten des Russischen Kaiserreichs der Tretjakow-Galerie, weitere Teile 1918 dem Rumjanzew-Museum. Während der Umwälzungen, die sich 1917 infolge der Februar- und Oktoberrevolution ereigneten, versuchte Schtscherbatow zunächst, sich als künstlerischer Berater mit den Bolschewiki zu arrangieren. Die Bolschewiki ließen Schtscherbatows Sammlung verstaatlichen und einen Teil ins Ausland verkaufen. Fragmente der Sammlung sind im Puschkin-Museum Sankt Petersburg und im Staatlichen Baschkirischen Kunstmuseum in Ufa erhalten.
Nachdem er sich ab 1918 eine kurze Zeit auf die Krim zurückgezogen hatte, emigrierte er 1919 mit seiner Familie nach Frankreich, wo er in Cannes die von einem großen Park umgebene, eklektizistische „Villa Talbot“ erwarb, welche er aus Kostengründen wenig später wieder veräußerte. Mit seiner Familie begab er sich sodann nach Paris, dem Zentrum der russischen Emigration nach der Oktoberrevolution. Bald war er gezwungen, seinen Lebensstandard drastisch reduzieren und einer Erwerbsarbeit nachzugehen, indem er für verschiedene Zeitschriften Artikel verfasste. Zusammen mit Wladimir Pawlowitsch Riabuschinski (1873–1955) und anderen gründete er 1927 in Paris die Gesellschaft Икона (deutsch: Ikone), die sich der kunsthistorischen und sakralen Bedeutung der Ikonenmalerei widmete. In den 1930er Jahren begann er, seine Memoiren zu schreiben, die 1955 in New York City, wo er lange Zeit gelebt hatte, unter dem Titel Художник в ушедшей России (deutsch: Künstler im vergangenen Russland) in russischer Sprache veröffentlicht wurden und erst Ende des 20. Jahrhunderts in Russland erschienen. Nach einem Aufenthalt in Florenz ließ er sich 1953 in Rom nieder. Da die finanzielle Situation seiner Familie nicht die beste war, trug er zu deren Unterhalt bei, indem er Statistenrollen in historischen Filmen annahm, während seine Frau sich als Wahrsagerin betätigte und Parfüms nach alten Bauernrezepten produzierte. Als Wahrsagerin zählte sie im Jahr 1941 mit Marie José von Italien sogar die Kronprinzessin Italiens zu ihren Kundinnen. Gelegentlich schrieb Schtscherbatow im Alter noch Kunstkritiken, Kurzgeschichten und Gedichte in Versen. Das Apartment des Paars in der Via Antonio Musa 5A war sein letzter Wohnort. Dort schloss der Aristokrat umgeben von einer Vielzahl von Kunstwerken und nostalgischen Erinnerungsstücken sein Leben ab, das er mit Ausnahme der bis 1949 häufigen Besuche von Wjatscheslaw Iwanowitsch Iwanow zurückgezogen verbrachte. Schtscherbatows Grab befindet sich auf dem Protestantischen Friedhof Roms, wo er neben seiner Frau und seiner Tochter bestattet liegt.